# Argenteo

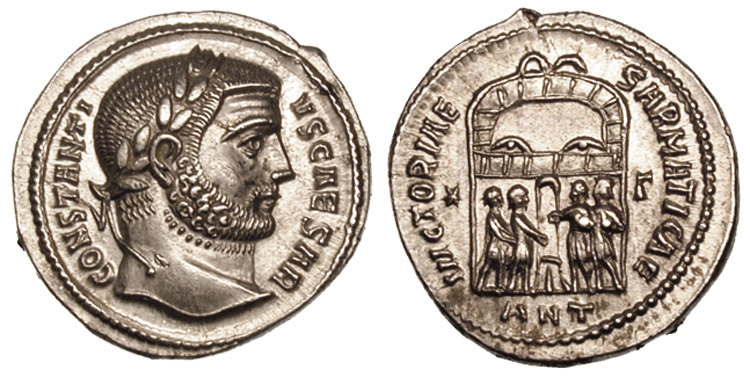
Argenteo de 3.36 g emitido en Antioquía por Constancio Cloro. En su reverso, los tetrarcas ofrecen sacrificios para celebrar la victoria contra los sármatas.

El argenteo (en latín, argenteus, que significa, ‘de plata’) fue una moneda de plata producida por el Imperio romano a partir de la reforma monetaria de Diocleciano (del 294 a c. 310). Era similar al denario de la época de Nerón en peso y ley.
El acuñar una moneda de plata fue un paso importante para restablecer la confianza en el sistema monetario romano, pues no se habían acuñado en plata desde los tiempos de Valeriano y Galieno. La moneda se produjo con un peso teórico de 1/96 de la libra romana (1 libra = entre 327,4-328.9 g, o sea, aproximadamente 3,41 g), como se indica por el número romano XCVI en el reverso de la moneda. Es a partir de la reforma monetaria de Diocleciano cuando las marcas de ceca aparecen regularmente en las monedas.
El argenteo se utilizó por primera vez en la Historia Natural de Plinio el Viejo en la frase argenteus nummus (‘moneda de plata’). El historiador del siglo IV, Amiano Marcelino, utiliza la misma expresión, aunque no hay ninguna indicación de que esta sea su denominación oficial. La Historia Augusta usa la frase para referirse a varias monedas.
Más tarde, en tiempos de Constantino el Grande, se produjo otra moneda de plata, la siliqua que parece haber sido similar al argenteo de Diocleciano, pero con un peso inferior.